# Ювеналій Йосип Мокрицький
Ювеналій Йосип Мокрицький (16 жовтня 1911, Хлопівка — 1 травня 2002, Вудсток) — Ієромонах студит, іконописець, що творив виключно у візантійському стилі. Доктор богослов'я.

## Життєпис
Почав студіювати малярство у Львові в 1930-х роках, потім поглиблював знання в Академії мистецтв у Відні з 1944 до 1947 рр. і в Празі; працював іконописцем у Західній Німеччині (1948–1950), в Італії (1950–1955), в Канаді (1956–1963), а від 1964 р. — в Римі. Викладав мистецтво на філософсько-гуманітарному факультеті в Українському католицькому університеті ім. св. Климента Папи в Римі та в іконописній школі в м. Вудсток (пров. Онтаріо, Канада) та ін. У 1970-і рр. активний діяч руху за патріархат в Українській католицькій церкві. Наприкінці 80-х років Мокрицький повернувся до Канади.

## Твори
Твори автора знаходяться в Україні: в Лужках, в Уневі та в інших місцях, у Римі — Собор Святої Софії (Рим), «Студіон» і «Гроттаферрата», в Німеччині — в Крефельді й в Буке, в церквах Бельгії, Австралії, США та Канади, в парафіях и приватних колекціях.

## Галерея

Твори Ювеналія Мокрицького
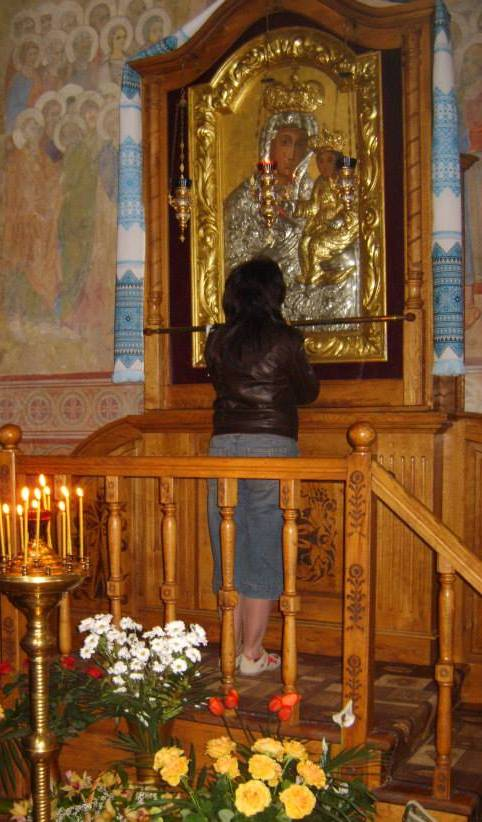
Унівська ікона Божої Матері, робота о. Мокрицького
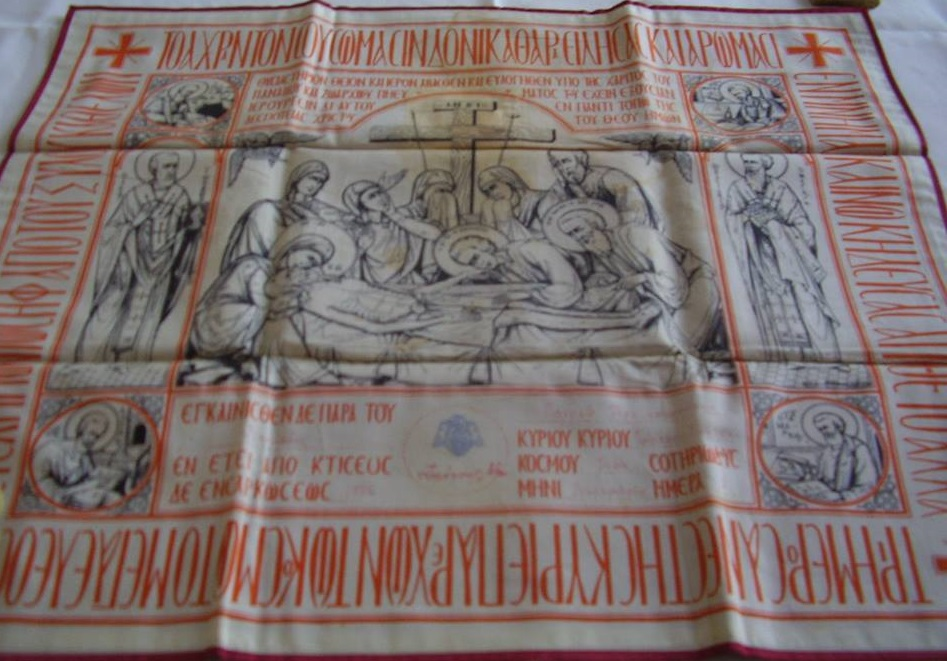
Антимінс за ескізом о. Мокрицького